# Ene (rijeka)
Ene (špa. Río Ene) je rijeka u Južnoj Americi, u Peruu, koja nastaje sutokom rijeka Mantaro i Apurímac, a nakon 153 km tijeka sutokom s rijekom Perené formira rijeku Tambo.
Rijeka Ene čitavim svojim tokom, sa svojom glavnom pritokom Apurímac i njenim izvorom, te zajedno s ukupnim vodotokom rijeka Tambo, te dalje rijeke Ucayali, dio je vodotok koji vodi do najudaljenijeg izvora rijeke Amazone.

## Vanjske poveznice
|  | Zajednički poslužitelj ima još gradiva o temi Ene (rijeka) |